# Нетерпіння серця
«Нетерпіння серця» (нім. Ungeduld des Herzen) — роман австрійського письменника-романіста Стефана Цвейга, опублікований 1939 року.

## Історія
Стефан Цвейг писав роман у досить складних для нього життєвих обставинах. Роки його переїздів з однієї країни до іншої закінчилися розлученням з дружиною. Письменник розривався між гарною, але вже старіючою, дружиною та молодою, але хворобливою та нещасною, дівчиною-секретаркою. Декілька років протримався цей любовний трикутник, а потім Цвейг вирішив розлучитися. Проте почуття, які мав Стефан до дівчини, були більше співчуттям і жалем, аніж коханням. Новеліст наділив цим співчуттям головного героя свого єдиного закінченого роману «Нетерпіння серця», який писав саме у цей час.
Колись Фредеріка (перша дружина) так само розлучилася зі своїм чоловіком заради Стефана Цвейга, а тепер письменник зробив те ж з нею. Можливо, такий сюжет міг би бути в одній з його новел. Проте внутрішньо Стефан так і не зміг до кінця розлучитися з жінкою.

## Сюжет
Роман починається з того, що оповідач випадково познайомився з Антоном Гофміллером, який вирішив розповісти про своє минуле.
«Все почалося з неоковирності, з цілком невинної дурниці, з gaffe, як кажуть французи. Після цього я спробував залагодити мою дурість, але коли хочеш поспіхом полагодити шестерню, то, як правило, псуєш весь механізм. Навіть сьогодні, багато років по тому, я не можу зрозуміти, де закінчилася моя невдача і почалася моя провина. Гадаю, я ніколи цього так і не дізнаюся.»
Такими словами розпочинає свою розповідь головний герой.
Антон служив в уланському полку в невеликому містечку біля австрійського кордону. 1914 року місцевий аптекар відрекомендував молодого офіцера найбагатшій людині округу — пану фон Кекешфальва. На прийомі Антон розважався, танцював з усіма, згодом вирішив запросити потанцювати Едіт — дочку пана. Але вона тільки розплакалася, лейтенант не зрозумів, чому, а коли дізнався, що дівчина не може ходити, то втік.
Щоб загладити свою провину, Антон на останні гроші купив величезний букет троянд і відправив його Едіт. Дівчина відповіла йому листом і запросила на чай. Згодом Антон став приходити до будинку фон Кекешфальва все частіше.
Коли Антон вперше побачив, як Едіт пересувається, він прийшов у жах. Безмежно страждаючи від своєї безпорадності, вона хотіла помститися здоровим, змусивши їх дивитися на свої муки. Її батько запрошував знаменитих лікарів у надії, що ті вилікують її, — адже ще п'ять років тому вона була життєрадісною, рухливою дитиною. Він просив Антона не ображатися на Едіт: вона часто буває різкою, але серце у неї добре. Антон відчував безмежне співчуття і навіть сором через те, що він здоровий.
Друзі почали кепкувати над Антоном, який перестав відвідувати їх вечірки в «Рудому леві»: мовляв, звичайно, у Кекешфальва частування краще. А побачивши в Антона золотий портсигар — подарунок Ілони (племінниці пана) та Едіт до дня його народження, — товариші помітили, що він непогано навчився вибирати собі друзів. Через це хлопець став рідше відвідувати обійстя, на що образилася Едіт.
Щоб дівчина не ображалася, Антон знову почав частіше відвідувати її.
Кекешфальва попрохав Антона розпитати доктора Кондора, що лікував Едіт, про те, які насправді в неї шанси одужати: не говорять хворим усієї правди, щоб ті не втрачали надії, але Едіт втомилася від невизначеності і втрачає терпіння. Кекешфальва сподівався, що чужій людині, яким був Антон, доктор скаже все. Лейтенант пообіцяв і після вечері у Кекешфальва вийшов разом з Кондором і зав'язав з ним бесіду.
Довідавшись, що є один метод, який може допомогти дівчині, хлопець не зміг розчаровувати батька хворої та розповів про нього. Кекешфальва розповів про все Едіт, і дівчина повірила в те, що скоро буде здорова. А насправді ймовірність того, що це якось допоможе, була близька до нуля.
Коли він наступного дня прийшов до Кекешфальва, Едіт оголосила, що через десять днів їде до Швейцарії на лікування. Вона питала, коли Антон приїде туди провідати їх, і коли юнак сказав, що у нього немає грошей, відповіла, що її батько з радістю оплатить його поїздку. Гордість не дозволяла Антону прийняти такий подарунок. Едіт почала з'ясовувати, навіщо він взагалі буває у них. І несподівано сказала, що краще кинутися з башти, ніж терпіти таке ставлення. Вона так розхвилювалася, що хотіла вдарити Антона, але не втрималася на ногах і впала. Лейтенант не міг зрозуміти причини її гніву, але незабаром вона попросила вибачення і, коли Антон зібрався йти, раптом пристрасно поцілувала його в губи. Антон був приголомшений: він і не здогадувався, що безпорадна дівчина може любити і бажати бути коханою, як будь-яка інша жінка. Пізніше Антон дізнався від Ілони, що Едіт давно вже любить його. Ілона вмовляла Антона не розчаровувати бідну дівчинку зараз, на порозі одужання — адже лікування потребує від неї багато сил. Антон відчував себе в пастці.
Після цього він отримав любовного листа від Едіт, слідом за ним інший, в якому вона прохала його знищити перший. Під час навчань від хвилювання Антон дав неправильну команду і викликав гнів полковника. Антон хотів звільнитися, виїхати з Австрії, навіть попросив знайомого допомогти йому. Але цього не сталося.
Гофміллер продовжував відвідувати Едіт. Хлопець не відчував до хворої нічого, крім співчуття. Напередодні від'їзду Едіт до Шейцарії, Антон прийшов у обійстя, де відбулися заручини. Коли Антон зрозумів, що накоїв, то навіть хотів учинити самогубство. Звернувся за допомогою до полковника, який допоміг хлопцеві перейти до іншого полку та пообіцяв, що про заручини ніхто не дізнається, щоб не обезчестити офіцера.
Невдовзі, коли Антон уже перебував в іншому місті, він зміг дізнатися, що майже все містечко наступного ранку тільки й розмовляло про те, що хлопець заручився з калікою. Ці слова та чутки про те, що Антон відмовився від того, що зробив, розбили серце Едіт. Вона вирішила зробити те, що давно запланувала. На декілька хвилин відволікла Ілону та зістрибнула зі своєї вежі.
Дівчину врятувати не вдалося. Проте Антон ще довго не міг з цим змиритися.

## Герої
- Лейтенант Антон Гофміллер, 25 років
- Фрейлейн Едіт фон Кекешфальва, 17-18 років
- Пан Лайош фон Кекешфальва, батько Едіт — угорський аристократ, багатий землевласник (у минулому — єврей Леопольд (Леммель) Каніц, маклер)
- Доктор Еммеріх Кондор
- Ілона — племінниця Кекешфальва
- Йозеф — слуга в будинку Кекешфальва
- Ференц — товариш Гофміллера
- Йожі — товариш Гофміллера
- Балінкаі
- Полковник Светозар Бубенчіч
- Аптекар
- Клара — дружина доктора Кондора
- Фрау Гуртнер — квіткарка

## Екранізації
- 1946 — чорно-білий художній фільм «Остерігайтеся жалості» (англ. Beware of Pity) (Велика Британія), режисер Моріс Елвей, в ролях Ліллі Палмер і Альберт Лівен.
- 1979 — кольоровий художній телефільм «Небезпечна жалість» (Франція), режисер Едуар Молінаро, в ролях Марі-Елен Брейа та Матьє Каррьер.
- 2013 — міні-серіал «Любов за любов» (Росія), за мотивами роману, режисер Сергій Ашкеназі.